# Gustav Freytag

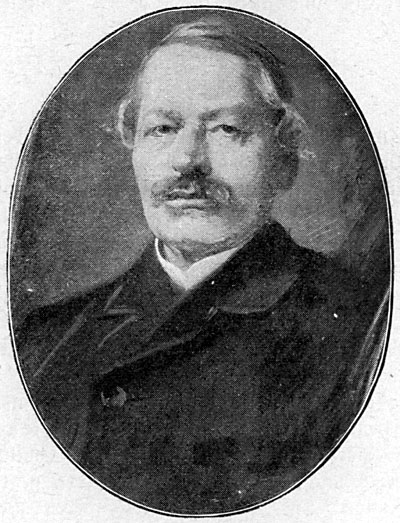
Gustav Freytag.

Gustav Freytag (Kreuzburg (Kluczbork), 13 de julio de 1816 - Wiesbaden, 30 de abril de 1895) fue un dramaturgo y novelista alemán.

## Biografía
Freytag nació en Kreuzburg (Kluczbork) en Silesia. Después de acudir al gymnasium de Oels (Oleśnica), estudió filología en las universidades de Breslau y Berlín, y en 1838 recibió su título con una notable disertación, De initiis poeseos scenicae apud Germanos. En 1839, se estableció en Breslau, como Privatdozent en literatura e idioma alemanes, pero dedicó su atención especialmente a escribir para la escena, logrando considerable éxito con la comedia Die Brautfahrt, oder Kunz von der Rosen (1844). A esto le siguió un volumen de poemas sin importancia, En Breslau (1845), y los dramas Die Valentine (1846) y Graf Waldemar (1847). Al final logró una destacada posición con su comedia Die Journalisten (1853), una de las mejores comedias en alemán del siglo XIX.
En 1847 Freytag se trasladó a vivir a Berlín, y en el año siguiente asumió, junto con Julian Schmidt, el cargo de editor de Die Grenzboten, un periódico semanal que, fundado en 1841, se convirtió entonces en el órgano líder del liberalismo alemán y austriaco. Freytag ayudó a llevarlo hasta el año 1861, y de nuevo desde 1867 hasta 1870, cuando durante un breve tiempo editó un nuevo periódico, Im neuen Reich. 
Freytag falleció en 1895 en Wiesbaden.

## Obras

### Débito y crédito
La fama literaria de Freytag se hizo universal gracias a la publicación en 1855 de su novela Soll und Haben (Débito y crédito), que fue traducida a casi todos los idiomas de Europa, incluyendo el inglés por Georgiana Harcourt en 1857. Fue alabada como una de las mejores novelas alemanas de su época, destacada por su realismo robusto pero sin exagerar, y en muchas partes muy humorístico. Su propósito principal es la recomendación de la clase media alemana como el elemento más sólido de la nación, pero tiene también una intención patriótica más directa en el contraste que traza entre las virtudes hogareñas de los alemanes, la pereza de los polacos y la rapacidad de los judíos. Como silesio, Freytag no sentía gran amor por sus vecinos eslavos, y siendo oriundo de una provincia que en su opinión le debía todo al reino de Prusia, fue naturalmente un temprano campeón de la hegemonía prusiana en Alemania. Su poderosa defensa de esta idea en su Grenzboten le ganó la amistad del duque de Sajonia-Coburgo-Gotha, de quien se había convertido en vecino, al adquirir la finca de Siebleben cerca de Gotha.

### Die verlorene Handschrift
A petición del duque, Freytag fue incluido entre el personal del Príncipe heredero de Prusia en la Guerra franco-prusiana de 1870-71, y estuvo presente en las batallas de Worth y Sedán. Antes de esto, había publicado otras novela, Die verlorene Handschrift (1864), en la que intentó hacer con la vida universitaria alemana lo que Soll und Haben había hecho por la vida comercial. El héroe es un joven profesor alemán, que está tan involucrado en su búsqueda de un manuscrito de Tácito que ignora la tragedia que se avecina en su vida doméstica. El libro fue, sin embargo, menos exitoso que su predecesor.

### Bilder aus der deutschen Vergangenheit
Entre 1859 y 1867, Freytag publicó Bilder aus der deutschen Vergangenheit, en cinco volúmenes, una obra valiosa sobre versos populares, ilustrando la historia y las costumbres de Alemania. En 1872, comenzó a trabajar con un propósito patriótico similar, Die Ahnen, una serie de romances históricos en que va desarrollando la historia de una familia alemana desde los primeros tiempos hasta mediados del siglo XIX. La serie comprende las siguientes novelas, ninguna de las cuales, sin embargo, alcanzó el nivel de los libros precedentes de Freytag:
1. Ingo und Ingraban (1872) (La primera parte se publicó en español como: Ingo. -- Madrid: Eduardo de Medina Editor, [¿hacia 1875?]).
2. Das Nest der Zaunkönige (1874)
3. Die Brüder vom deutschen Hause (1875)
4. Marcus König (1876)
5. Die Geschwister (1878)
6. Aus einer kleinen Stadt (1880).

### Otras obras de Freytag
Entre los otros trabajos de Freytag se encuentran:
- Die Technik des Dramas (1863), en la que explica un sistema de estructura dramática, más tarde llamada pirámide de Freytag.
- una biografía del estadista de Baden Karl Mathy (1869)
- una autobiografía (Erinnerungen aus meinem Leben, 1887)
- su Gesammelte Aufsätze, principalmente reeditado de Grenzboten (1888); Der Kronprinz und die deutsche Kaiserkrone; y Erinnerungsblätter (1889).

### Obras completas
Las Gesammelte Werke de Freytag fueron publicadas en 22 volúmenes, en Leipzig (1886-1888); sus Vermischte Aufsatze habían sido editados por E. Elster, autobiografía mencionada más arriba, las vidas de C. Alberti (Leipzig, 1890) y F. Seiler (Leipzig, 1898).